# Copa Alhambra
La Copa Alhambra fue una competición de fútbol que se disputó durante dos temporadas, en 1921-22 y 1922-23, entre clubes de la Liga Irlandesa. La competición fue organizada por la Asociación Irlandesa de Fútbol y seis equipos participaron en cada temporada: Cliftonville, Distillery, Glenavon, Glentoran, Linfield y Queen's Island.
| Temporada | Fecha                   | Campeón      | Marcador | Subcampeón   | Cancha            |
| --------- | ----------------------- | ------------ | -------- | ------------ | ----------------- |
| 1921–22   | 7 de septiembre de 1921 | Linfield     | 1 – 0    | Cliftonville | El óvalo, Belfast |
| 1922–23   | 30 de agosto de 1922    | Cliftonville | 2 – 0    | Linfield     | El óvalo, Belfast |